# Cmentarzysko okrętów Ekenabben
Cmentarzysko wraków Ekenabben - znajdujące się Ekenabben w cieśninie Djupasund między wyspami Sturkö i Tjurkö w archipelagu Blekinge na południu Szwecji cmentarzysko wraków. Składa się z sześciu wraków z lat 1550–1650, które zostały zatopione pod koniec XVIII w. i na początku XIX w., aby stworzyć podwodną barierę i zapobiegać swobodnemu wpływaniu statków do Karlskrony, będącej największą szwedzką bazą morską.

## Historia
Po przegranej w wojnie z Francją w latach 1805–1807 Szwecja została zmuszona do dołączenia do systemu kontynentalnego, który stanowił blokadę handlową nałożoną przez Napoleona przeciwko Zjednoczonemu Królestwu. Zjednoczone Królestwo było jednak w tamtym czasie największym partnerem handlowym Szwecji, przez co ta ostatnia była niechętna wprowadzeniu embarga. W 1810 r. jednak Francja postawiła Szwecji ultimatum, co ostatecznie doprowadziło do wojny angielsko-szwedzkiej 1810-1812. W tym samym roku Szwedzi dowiedzieli się, że brytyjska marynarka zamierza przejąć lub unicestwić ich flotę. W związku z tym kilka statków zostało celowo zatopionych w Djupasund w celu utworzenia sztucznej przeszkody przy wejściu do Karlskrony. Statki te stanowią większość wraków wchodzących w skład cmentarzyska. 

## Mapowanie wraków
Od czasu założenia Karlskrony w 1680 r. w różnych miejscach archipelagu zatopiono celowo około 60 wraków. W latach 2020–2022 dokonano mapowania i identyfikacji wraków na zlecenie Regionu Blekinge i gminy Karlskrona. Projekt został zainicjowany w celu rozpowszechnienia wiedzy na temat portu morskiego w Karlskronie, umieszczonego w 1998 r. na liście światowego dziedzictwa UNESCO, stworzenia warunków do nurkowania rekreacyjnego i wsparcia turystyki w Blekinge. 

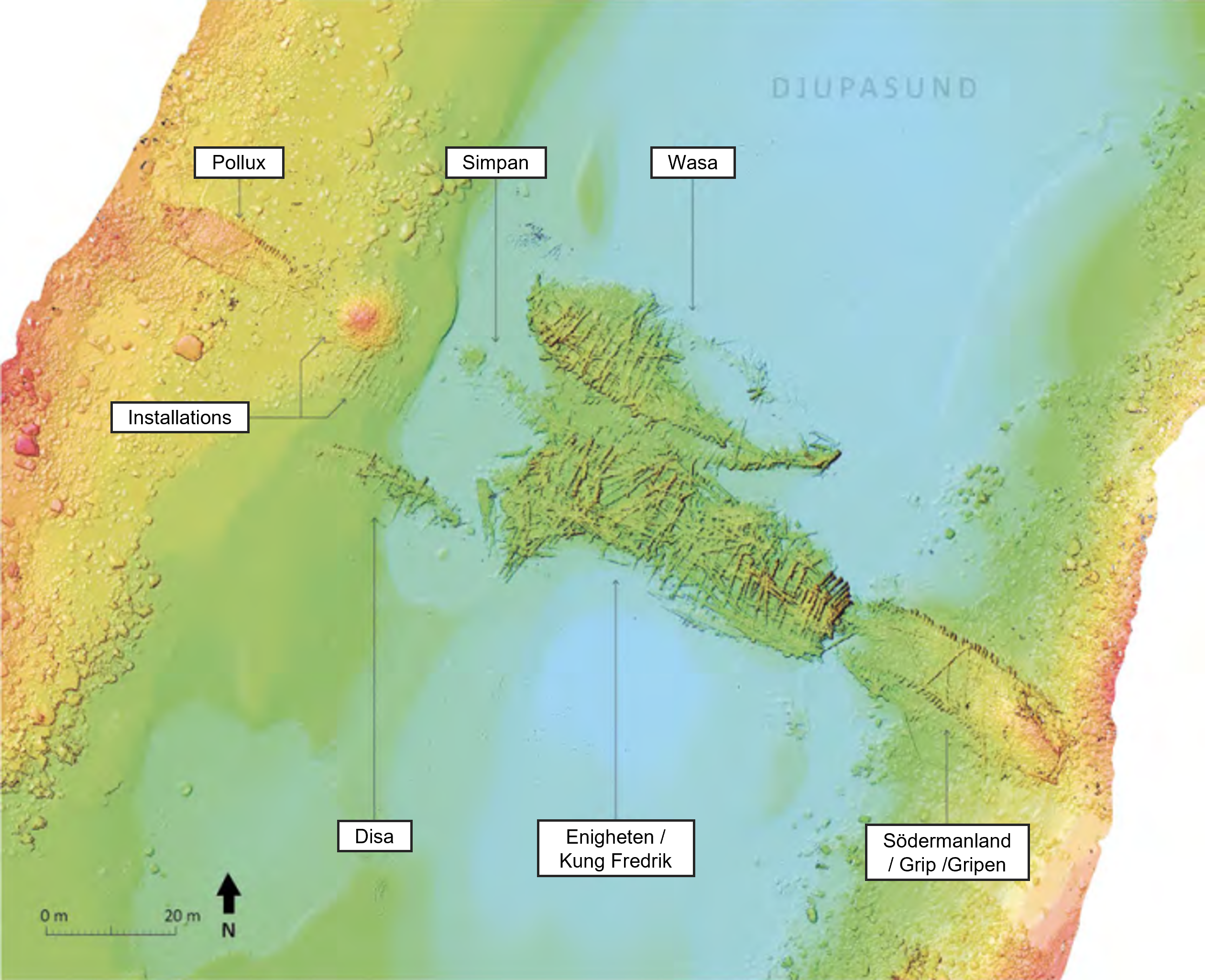
Mapa cmentarzyska w Ekenabben

### Okręt liniowySödermanland/Gryf
Okręt liniowy Södermanland został zbudowany w Sztokholmie i uruchomiony w 1749 r. Statek miał długość ponad 42 m i szerokość 11,3 m, a artyleria składała się z 50–54 dział. W 1777 r. usunięto górny pokład, Södermanland przekształcono we fregatę, a nazwę zmieniono na Gryf (szw. Grip/Gripen). Okręt miał wtedy 44 działa. W 1810 r. został zatopiony w Djupasund.  

### Okręt liniowyJedność/Król Fryderyk
Okręt liniowy Jedność (szw. Enigheten) o 94 działach został zbudowany w 1696 r. przez Charlesa Sheldona w Karlskronie, przebudowany w 1730 r., a jego nazwę zmieniono na Król Fryderyk (szw. Kung Fredrik) dwa lata później. Jedność uczestniczyła w morskiej wyprawie wojennej przeciwko Danii w 1700 r., w bitwie w Zatoce Køge w 1710 r., a w 1715 r. – w bitwie o Rugię. W 1768 r. okręt został przekształcony w dwupokładowy, a ostatecznie w 1785 r. zatopiony w Djupasund.  

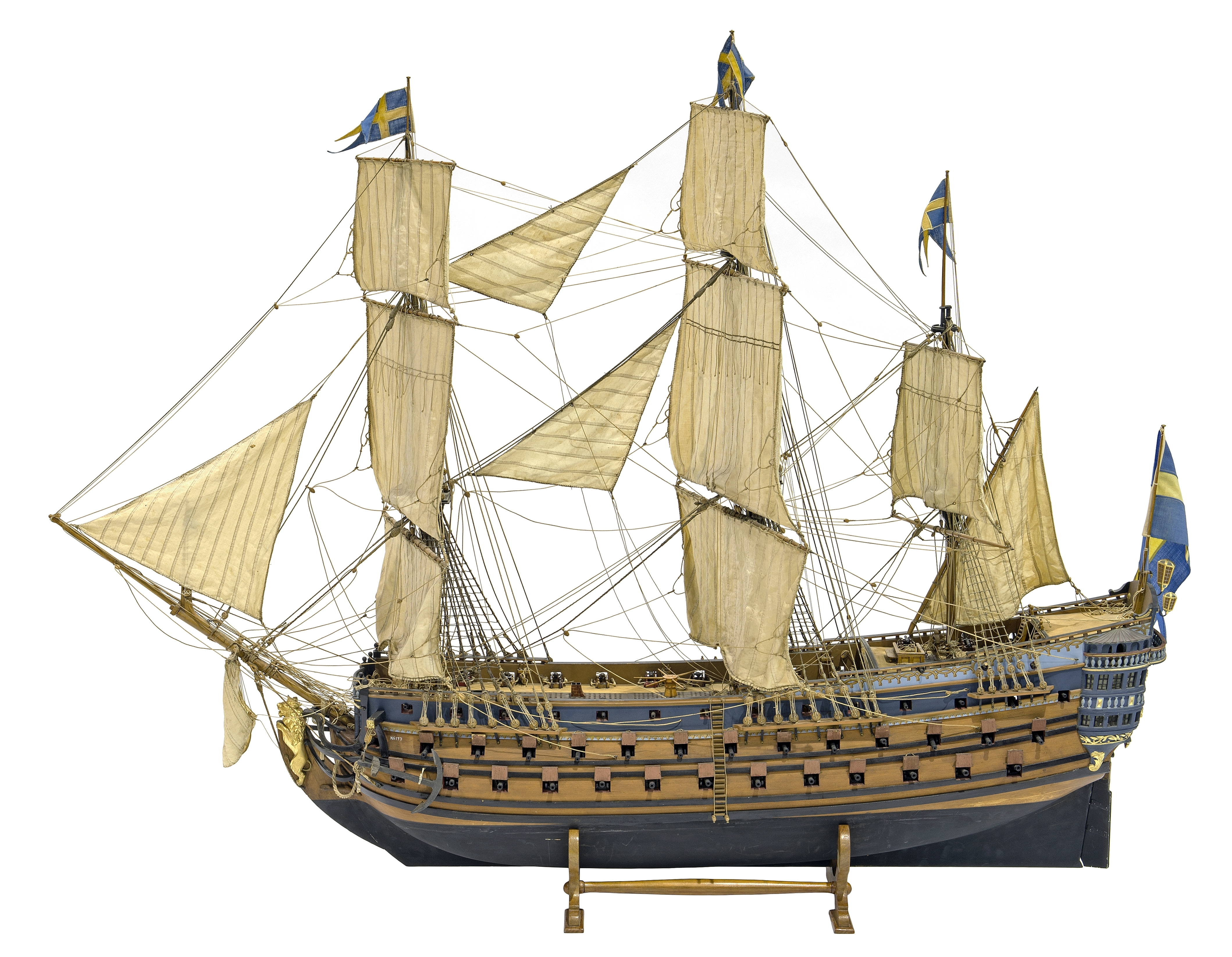
Model okrętu liniowego Jedność/Król Fryderyk

### Okręt liniowyWaza
Waza (szw. Wasa) była okrętem liniowym szwedzkiej Floty Królewskiej, zbudowanym w Karlskronie w 1778 r. Uczestniczyła w morskiej kampanii wojennej Gustawa III podczas wojny rosyjsko-szwedzkiej 1788-1790. Szwedzka Kompania Wschodnioindyjska wykorzystała Wazę podczas wyprawy do Kantonu w latach 1803-1805, a następnie okręt został odkupiony przez szwedzką marynarkę wojenną w 1808 r. Okręt zatopiono w Djupasund w 1836 r.

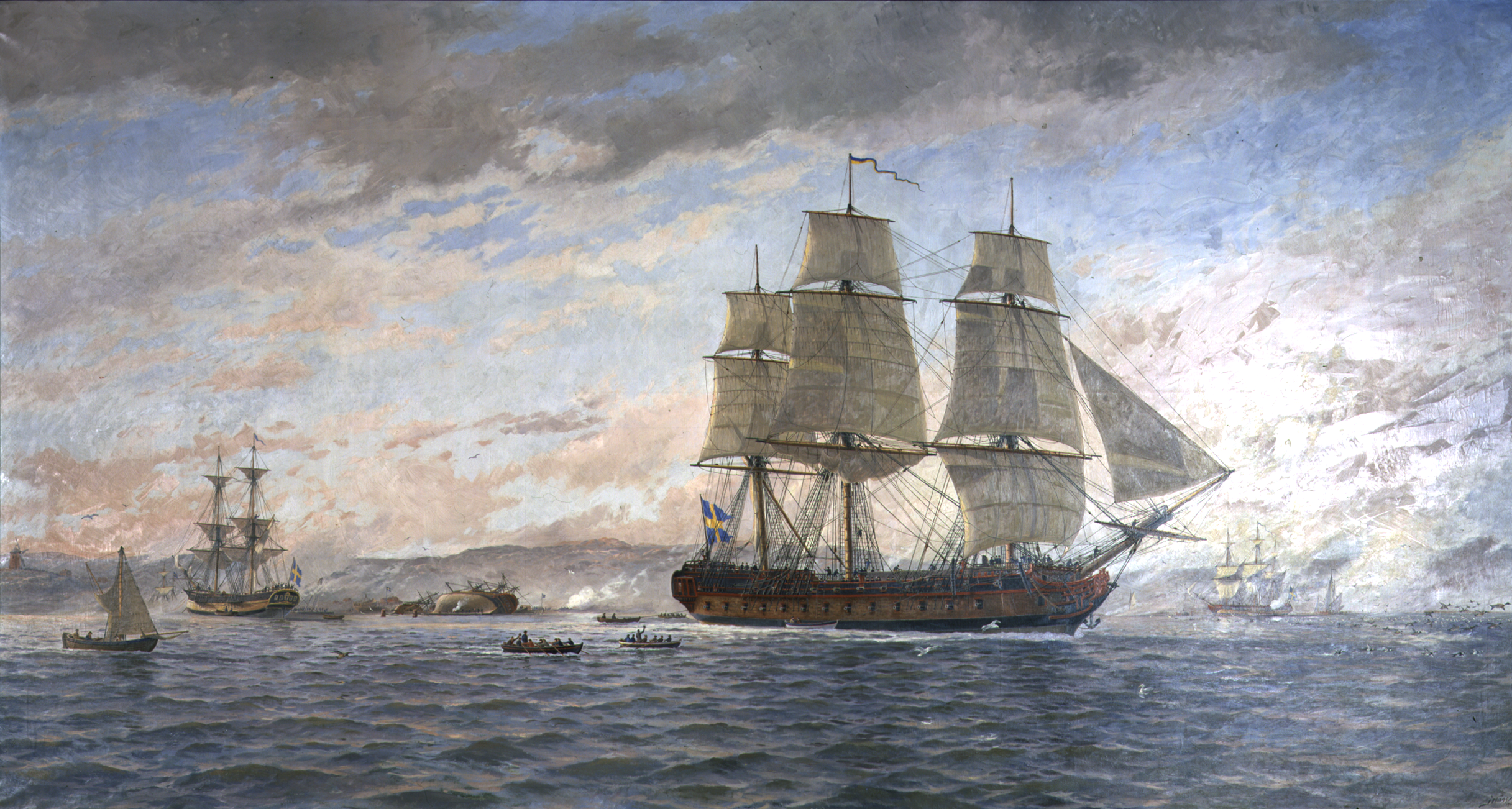
Obraz olejny przedstawiający okręt liniowy Waza z czasów służby w Szwedzkiej Kompanii Wschodnioindyjskiej

### FregataDisa
Fregata Disa była mniejszym okrętem, przeznaczonym do użytku w niedalekiej odległości od wybrzeża, należącym do tzw. szwedzkiej floty archipelagowej. Disa miała 23,75 m długości i 5,5 m szerokości. Załoga liczyła 105 marynarzy, a okręt posiadał 18 armat.

### Królewski jachtSimpan
Nie ma dostępnych danych na temat historii jachtu Simpan.

### BrygantynaPolluks
Brygantyna Polluks była dwumasztowcem zwodowanym w Karlskronie. Liczyła 28,5 m długości i 7,1 m szerokości oraz dysponowała 18 lekkimi armatkami. Okręt został zatopiony w Djupasund w 1785 r.

## Nurkowanie sportowe
Kilka z wraków znajdujących się na cmentarzysku może stanowić atrakcyjne cele nurkowania dla nurków sportowych, a większość z nich jest stosunkowo łatwo dostępna z portu w Ekenabben. Wrakowisko znajduje się na głębokości około 12m, na piaszczysto-kamienistym dnie. W niektórych miejscach drewniane elementy wystają kilka metrów od dna. Wraki leżą na osi wschód-zachód przez szerokość cieśniny Djupasund. Ponieważ jest to droga wodna w pobliżu aktywnego portu rybackiego, należy stosować flagę sygnalizującą nurka znajdującego się pod wodą, a towarzysząca jej łódź jest zalecana.
Projekt mapowania i identyfikacji wraków został zrealizowany jako pierwszy krok w tworzeniu planowanego ośrodka nurkowania. Celem utworzenia ośrodka jest, aby nurkom penetrującym wraki służyło podwodne oznakowanie. Obecnie w porcie Ekenabben znajduje się kilka tablic informacyjnych opisujących cmentarzysko oraz sześć zidentyfikowanych okrętów.

## Galeria

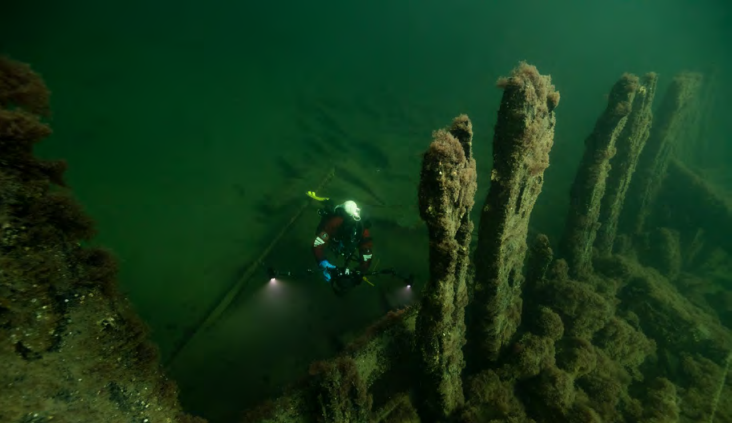
Kadłub wraku po liniowcu Södermanland/Gryf
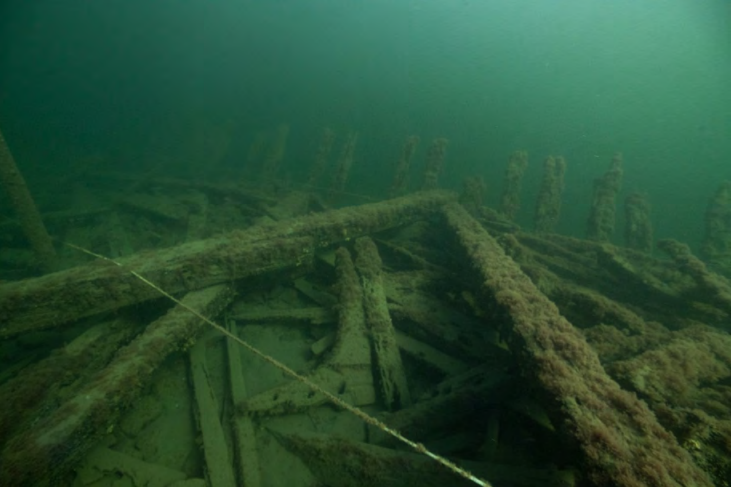
Wrak liniowca Södermanland/Gryf
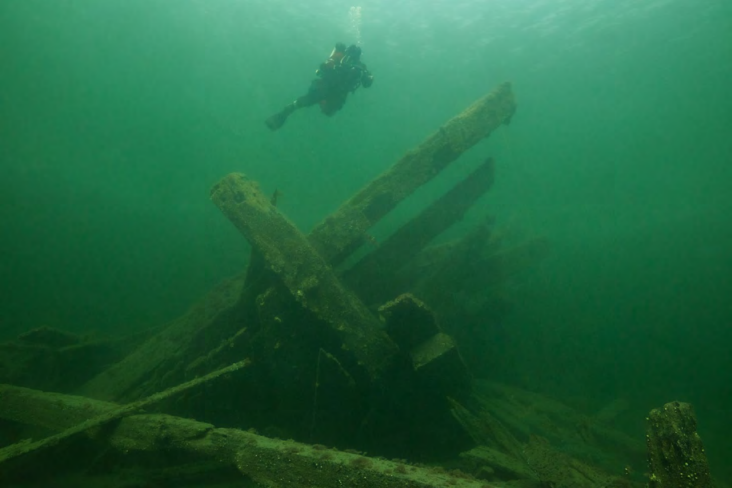
Rufa wraku liniowca Jedność/Król Fryderyk
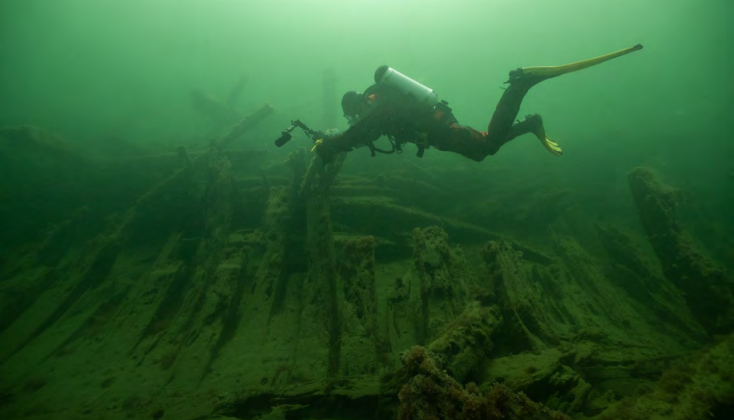
Wrak liniowca Jedność/Król Fryderyk
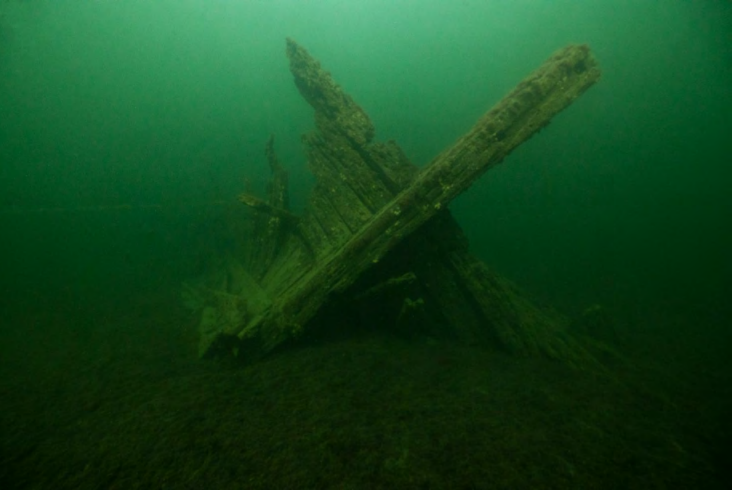
Wrak liniowca Waza
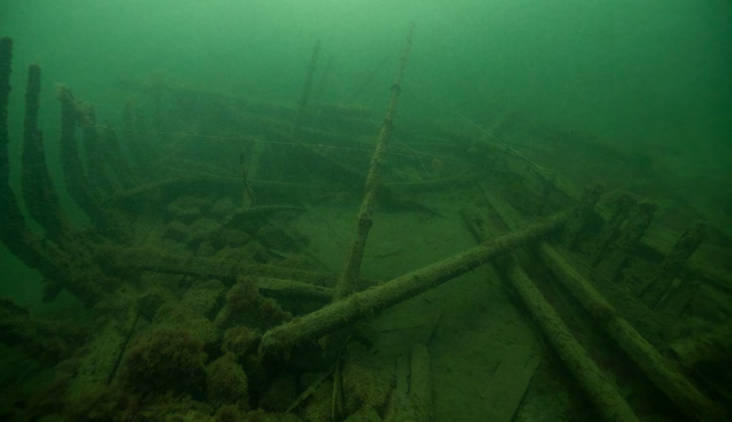
Fregata Disa
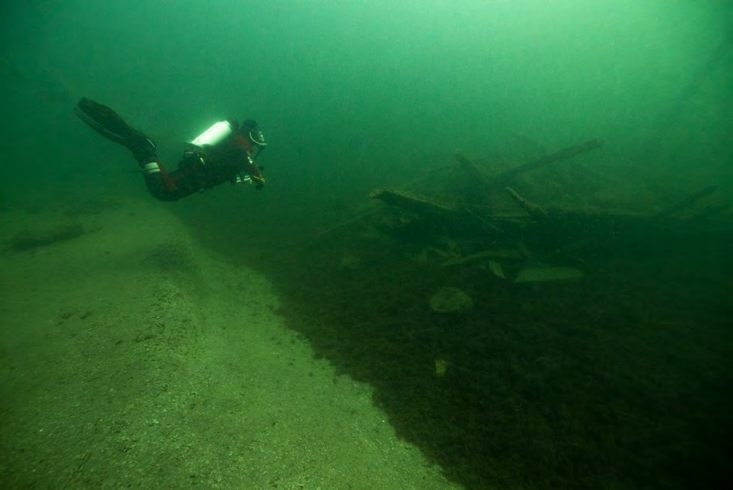
Królewski jacht Simpan
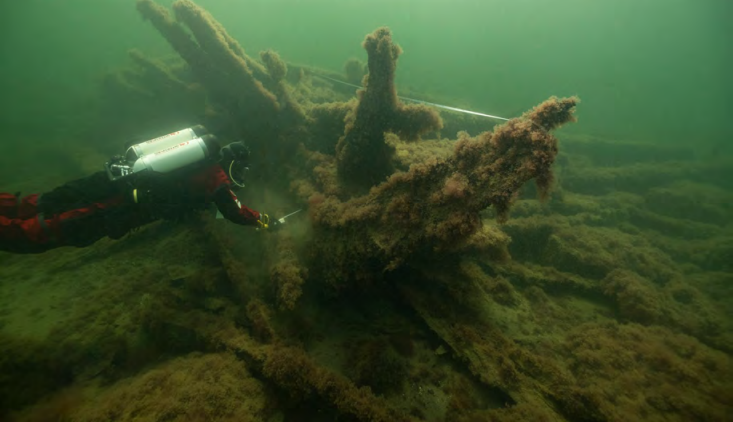
Dziób wraku brygantyny Polluks